# Charles Stanley (scacchista)
Charles Henry Stanley (Brighton, settembre 1819 – New York, 1901) è stato uno scacchista britannico naturalizzato statunitense.
Nel 1839 vinse un match con Howard Staunton (+3 –2 =1), ma Staunton gli dava il vantaggio di pedone e tratto.
Nel 1843 emigrò negli Stati Uniti e lavorò per qualche tempo nel consolato britannico. 
È considerato il primo campione americano, avendo sconfitto nel 1845 Eugène Rousseau in un match ufficiale a New Orleans (+15 –8 =8). Erano in palio 1000 dollari. Il secondo di Rousseau era Ernest Morphy, padre di Paul Morphy, che portò con sé il figlio di nove anni per assistere al match.
Stanley mantenne il titolo fino al 1857, quando Paul Morphy, vincendo a New York il primo congresso americano, diventò il nuovo campione.
Nel 1845 iniziò sul giornale Spirit of the Times la prima rubrica scacchista degli Stati Uniti, che terminò dopo tre anni. 
Nel 1846 fondò l'American Chess Magazine, che però perse la concorrenza con altre riviste e cessò dopo poco tempo le pubblicazioni. 
Nel 1855 organizzò il primo torneo problemistico degli Stati Uniti. 
Altri risultati furono i seguenti:
- 1850   pareggia a New York un match con Johann Löwenthal (+3 –3)
- 1852   pareggia a New York un match contro Charles Fournier de Saint-Amant (+4 –4)
- 1860   2º dopo Ignatz von Kolisch nel terzo congresso della British Chess Association a Cambridge
- 1861   vince un torneo a Leeds